# Toften
Toften est une localité du comté de Nordland, en Norvège.

## Géographie
Administrativement, Toften fait partie de la kommune d'Andøy.